# Graham Masterton
Graham Masterton (n. 16 ianuarie 1946, Edinburgh, Scoția, Regatul Unit) este un important scriitor și editor britanic, care abordează cu precădere genurile horror și thriller. Cariera sa scriitoricească a debutat în anul 1975, atunci când, în numai o săptămână , a scris primul (și poate cel mai cunoscut) roman al său: The Manitou/Manitou. Acesta a fost publicat un an mai târziu (în 1976), pentru ca în 1978 să fie ecranizat de William Girdler, filmul avându-l în rolul principal pe actorul Tony Curtis care i-a dat viață "magicianului" Harry Erskine .
Graham Masterton este laureat al Premiului Special Edgar oferit de asociația Mystery Writers of America pentru romanul Charnel House (trad. aprox. Osuarul) și al Premiului Julia Verlanger pentru cel mai bine vândut roman fantasy în Franța: Family Portret (trad. Portret de familie). De asemenea a primit o medalie de argint din partea West Coast Review of Books pentru povestirea Mirror (trad. Oglinda). A fost nominalizat la alte două premii deosebit de importante în lumea "horror-ului" și anume World Fantasy Award - în 1996 - (pentru culegerea de povestiri Under Bed (trad. Sub pat) și Bram Stoker Awards - în 1997 - (pentru povestirea The Secret Shin-Tan (trad. aprox. Manuscrisul secret Shin-Tan).
Până în 2008, autorul britanic a publicat peste 100 de romane și povestiri, fiind renumit pentru rapiditatea cu care scrie (în urmă cu câțiva ani reușea să "scoată" și trei sau patru romane într-un singur an). În prezent, Graham Masterton locuiește împreună cu soția sa, Wiescka (cu care s-a căsătorit în 1978, devenită ulterior și editorul său personal) în orașul Cork din Irlanda, dedicându-se, în continuare, scrisului.

## Opere

### Romane horror
- 1975: The Manitou
- 1977: The Djinn
- 1978: The Sphinx
- 1978: Charnel House
- 1979: The Devils of D-Day
- 1979: Revenge of the Manitou
- 1981: The Hell Candidate (ca Thomas Luke)
- 1981: The Heirloom (ca Thomas Luke)
- 1981: The Wells of Hell
- 1983: Tengu
- 1983: The Pariah
- 1985: Family Portrait/Picture of Evil (pentru ediția britanică)
- 1986: Death Trance
- 1986: Night Warriors
- 1988: Death Dream
- 1988: Mirror
- 1988: Ritual/Feast (pentru ediția americană)
- 1991: Black Angel/Master of Lies (pentru ediția americană)
- 1991: The Hymn/The Burning (pentru ediția americană)
- 1991: Night Plague
- 1992: Prey
- 1992: Burial
- 1993: The Sleepless
- 1994: Flesh and Blood
- 1995: Spirit
- 1996: The House That Jack Built
- 1997: Rook
- 1997: Tooth and Claw
- 1997: The Chosen Child
- 1998: The Terror
- 1998: House of Bones
- 1999: Snowman
- 2001: The Doorkeppers
- 2001: Hair Raiser
- 2001: Swimmer
- 2001: Trauma
- 2003: A Terrible Beauty
- 2003: The Hidden World
- 2003: Darkroom
- 2004: The Devil in Gray
- 2004: Unspeakable
- 2005: Innocent Blood
- 2005: Manitou Blood
- 2006: Descendant
- 2006: Edgewise
- 2008: The 5th Witch

### Opere traduse în limba română
- "Djin", traducere de Florin Mircea Tudor, ed. Multistar, Piatra-Neamț, 1992, ISBN 973-9136-03-6;
- "Manitou", traducere de Florin Mircea Tudor, ed. Multistar, Piatra-Neamț, 1994, ISBN 973-9136-12-5.

Coperta variantei în limba română a cărţii The Manitou